# Fort Fortun
Fort Fortun (Deens: Fortunfortet) is een fort gebouwd aan het einde van de 19e eeuw ter verdediging van de Deense hoofdstad Kopenhagen. 

## Beschrijving
Fort Fortun ligt in het noordwestelijke deel van de Stelling van Kopenhagen, zo’n 10 kilometer ten noorden het Kastellet en op ongeveer 4 kilometer ten noordoosten van het buurfort Lyngby in Kongens Lyngby. Het fort heeft de vorm van een driehoek, met de noordelijke punt gericht op de vijand en de basis ligt op het zuiden gericht op het veilige Kopenhagen. Het geheel is omgeven door een droge gracht. In de top is een caponnière en in de basis salliant-caponnières van waaruit de vijand in de droge gracht kon worden beschoten met machinegeweren en lichte kanonnen.
In het gebouw waren manschappenverblijven, de keuken, een machinekamer, magazijnen en munitieopslagplaatsen.

## Geschiedenis
Met de bouw werd in 1891 gestart en op 20 december 1892 werd het fort in gebruik genomen. Het maakte onderdeel uit van de Stelling van Kopenhagen en had als taak de bescherming van Dyrehaven.
Het ontwerp van het fort kwam van luitenant-kolonel EJ Sommerfeldt en kapitein Edvard Rambusch hield toezicht bij de bouw. De bouwkosten bedroegen 550.000 Deense kronen. Tijdens de Eerste Wereldoorlog werd het fort gemobiliseerd en zo’n 110 man verbleven in het fort.
Omstreeks 1920 werd het fort verlaten door het leger. Het werd verkocht aan een particulier en is voor vele doeleinden gebruikt waaronder een champignonkwekerij. In mei 1945 drongen een aantal jongeren in het fort. Er lag vuurwerk opgeslagen en door een onzorgvuldigheid werd het vuurwerk ontstoken en vier personen kwamen hierbij om het leven.
Vanaf 3 januari 1992 valt het fort onder de monumentenbescherming. Onderhoud werd niet gepleegd en het is daarom erg vervallen. In 2007 werd een vereniging opgericht om het fort te behouden en te ontwikkelen tot een lokaal cultureel centrum.

## Fotogalerij

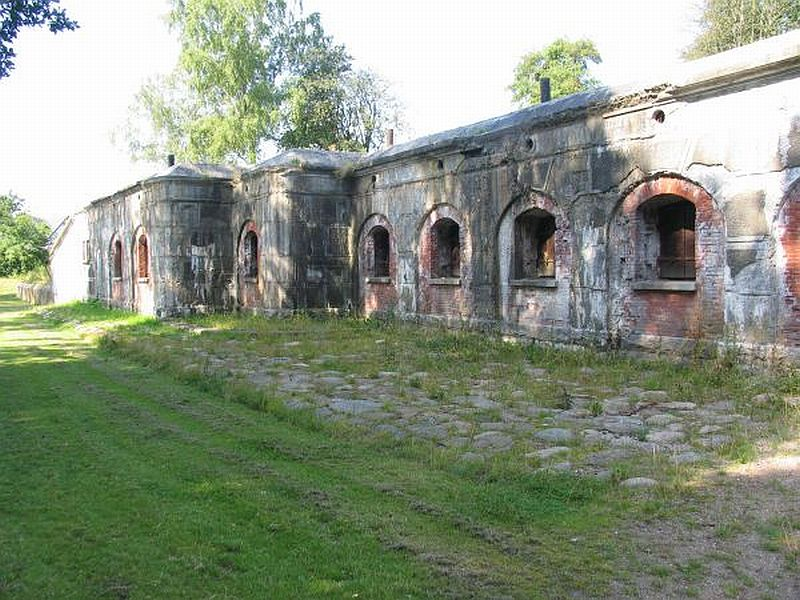
Keelzijde van het fort
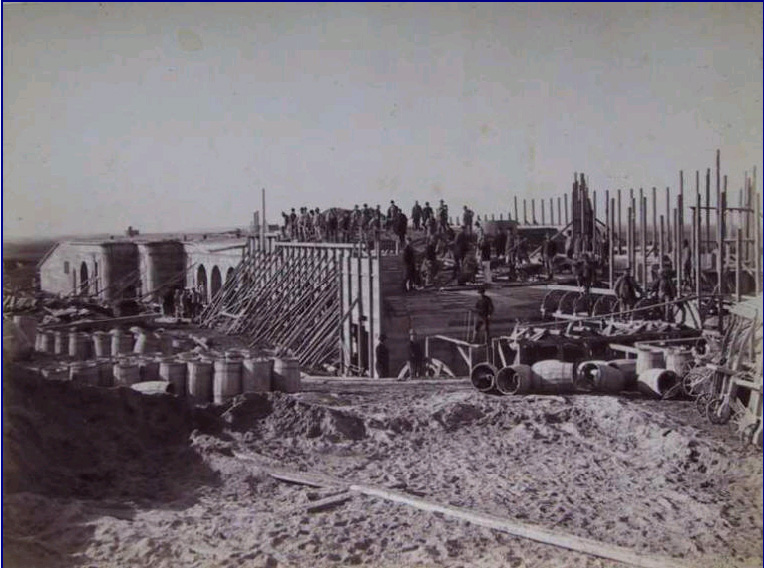
De keelzijde in aanbouw
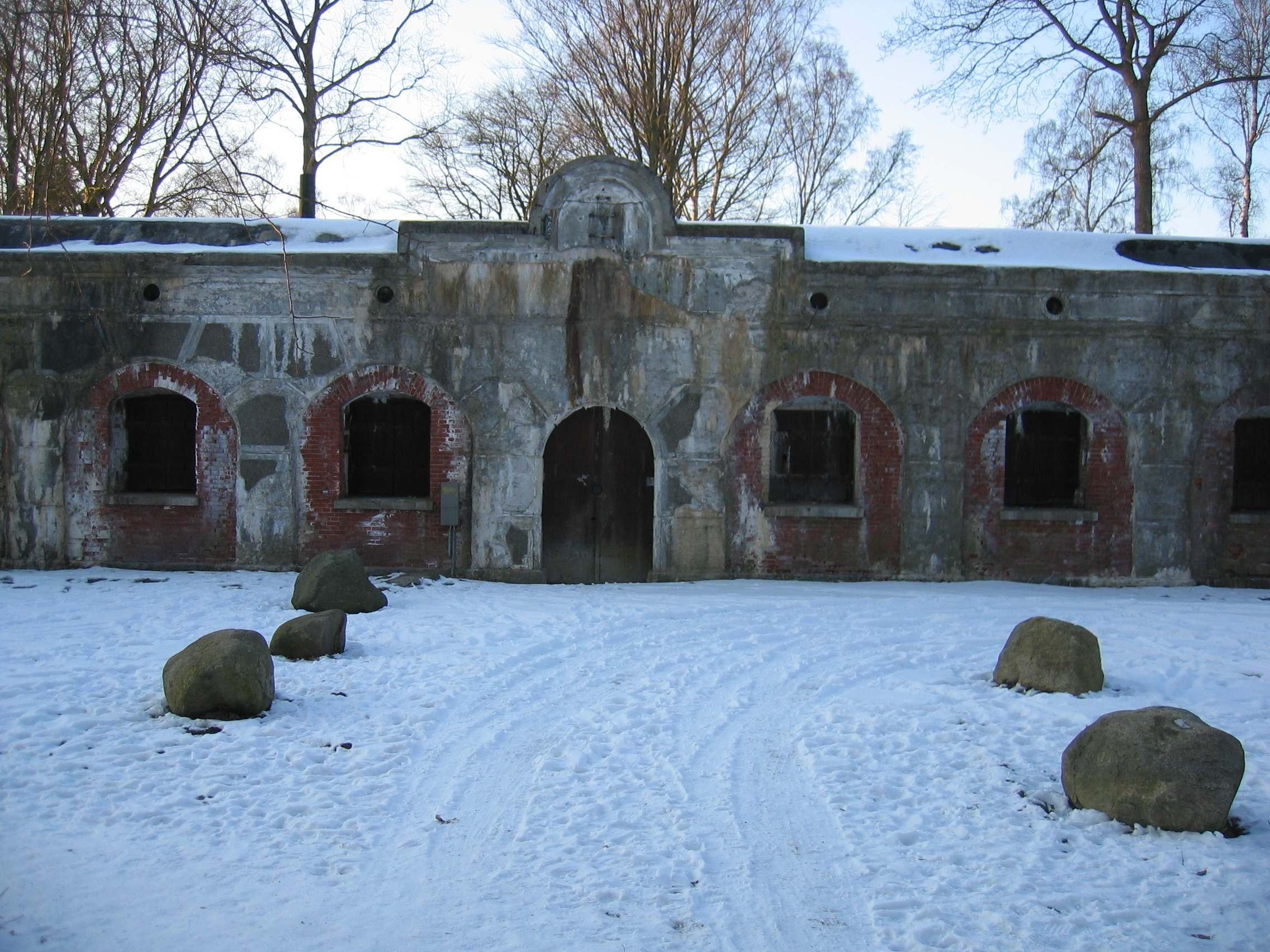
Detail hoofdingang